# Club Guaraní
Club Guaraní is een Paraguayaanse voetbalclub uit Asunción. De club werd opgericht in 1903. De thuiswedstrijden worden in het Estadio Rogelio Livieres gespeeld, dat plaats biedt aan 8.000 toeschouwers. De clubkleuren zijn zwart-geel. Voor grote(re) wedstrijden wijkt de club ook uit naar het nationale stadion van Paraguay, het Estadio Defensores del Chaco.

## Erelijst
Nationaal
- Liga Paraguaya

Winnaar: (11) 1906, 1907, 1921, 1923, 1949, 1964, 1967, 1969, 1984, 2010-A, 2016-C

## Eindklasseringen
| Seizoen | A/C | № | Clubs | Divisie        | Duels | Winst | Gelijk | Verlies | Doelsaldo | Punten |
| ------- | --- | - | ----- | -------------- | ----- | ----- | ------ | ------- | --------- | ------ |
| 2009    | A   | 7 | 12    | Liga Paraguaya | 22    | 7     | 8      | 7       | 21–17     | 29     |
| 2009    | C   | 3 | 12    | Liga Paraguaya | 22    | 11    | 5      | 6       | 30–21     | 38     |
| 2010    | A   |   | 12    | Liga Paraguaya | 22    | 15    | 4      | 3       | 43–20     | 49     |
| 2010    | C   | 4 | 12    | Liga Paraguaya | 22    | 10    | 6      | 6       | 29–22     | 36     |
| 2011    | A   | 4 | 12    | Liga Paraguaya | 22    | 9     | 7      | 6       | 23–19     | 34     |
| 2011    | C   | 9 | 12    | Liga Paraguaya | 22    | 6     | 6      | 10      | 32–37     | 24     |
| 2012    | A   | 6 | 12    | Liga Paraguaya | 22    | 8     | 6      | 8       | 28–25     | 30     |
| 2012    | C   | 3 | 12    | Liga Paraguaya | 22    | 13    | 4      | 5       | 28–19     | 43     |
| 2013    | A   | 2 | 12    | Liga Paraguaya | 22    | 11    | 7      | 4       | 38–21     | 40     |
| 2013    | C   | 4 | 12    | Liga Paraguaya | 22    | 10    | 7      | 5       | 47–24     | 37     |
| 2014    | A   | 2 | 12    | Liga Paraguaya | 22    | 14    | 4      | 4       | 56–31     | 46     |
| 2014    | C   | 3 | 12    | Liga Paraguaya | 22    | 12    | 5      | 5       | 49–29     | 41     |
| 2015    | A   | 2 | 12    | Liga Paraguaya | 22    | 15    | 2      | 5       | 40–26     | 47     |
| 2015    | C   | 3 | 12    | Liga Paraguaya | 22    | 12    | 3      | 7       | 52–29     | 39     |
| 2016    | A   | 4 | 12    | Liga Paraguaya | 22    | 10    | 5      | 7       | 35–31     | 35     |
| 2016    | C   |   | 12    | Liga Paraguaya | 22    | 15    | 3      | 4       | 32–19     | 48     |

## Bekende (oud-)spelers
- Raimundo Aguilera
- José Luis Chilavert
- Jonathan Fabbro

## Trainer-coaches
- Gustavo Costas (2001–2003)